# Dillon Maples
Pour les articles homonymes, voir Maples.
Dillon Sean Maples (né le 9 mai 1992 à West End, Caroline du Nord, États-Unis) est un lanceur droitier des Cubs de Chicago de la Ligue majeure de baseball.

## Carrière
Dillon Maples est choisi par les Cubs de Chicago au 14e tour de sélection du repêchage amateur de 2011. Les Cubs lui offrent une prime de 2,5 millions de dollars à la signature d'un premier contrat professionnel, une somme considérablement plus élevée que celles normalement offerte à un athlète repêché en 14e ronde, et le convainquent ainsi de renoncer à une bourse pour jouer au football américain à l'université de Caroline du Nord. Il fait ses débuts professionnels dans les ligues mineures en 2012. Malgré une balle rapide chronométrée à 160 km/h, des performances inégales et des blessures ralentissent sa progression vers le baseball majeur et il envisage d'abandonner complètement le baseball,. À l'origine un lanceur partant, il devient lanceur de relève dans les mineures en 2014. Il développe une balle rapide « coupée » (cutter) qui devient son meilleur lancer et invite les comparaisons avec Chris Carpenter.
Le 3 septembre 2017, Dillon Maples fait ses débuts dans le baseball majeur avec les Cubs de Chicago, lançant en relève face aux Braves d'Atlanta.